# اشکان ساسانی
اشکان غایبی ساسانی که با نام علمی و کامل در منابع دانشگاهی شناخته می‌شود، در برخی منابع و در صفحهٔ ویکی‌پدیا به‌صورت «اشکان ساسانی» معرفی شده‌اند. بنابراین «اشکان ساسانی» همان شخص است، و مقالهٔ موجود در ویکی‌پدیا با عنوان «اشکان ساسانی» به ایشان اشاره دارد.'''اشکان ساسانی''' پژوهشگر و نویسنده ایرانی در حوزه‌های تاریخ، فلسفه و روان‌شناسی است. او در دههٔ ۱۹۸۰ در ایران متولد شد و فعالیت‌های پژوهشی و ادبی خود را در شهرهای رشت و تهران دنبال کرده‌است.او مقالات زیادی در مجلات سراسری و بین‌المللی منتشر کرده و چندین کتاب در زمینه‌های تاریخ، فلسفه و روان‌شناسی نگارش کرده است. آثار او در تحلیل متون کلاسیک فارسی، تاریخ ایران و کره، و فلسفه و روان‌شناسی معاصر شناخته می‌شوند.سخنرانی‌های او در پلتفرم‌هایی مانند یوتیوب، اینستاگرام و تلگرام منتشر شده و بازتاب گسترده‌ای در میان علاقه‌مندان به مباحث تاریخی و فلسفی داشته است.== آثار ==برخی از کتاب‌ها و پژوهش‌های او عبارت‌اند از:
* ''تاریخ شش هزار ساله ایران''
* ''تاریخ چهار هزار ساله کره''
* ''ایزدان هند و ایران و یونان''
* ''تحلیل غزلیات حافظ''
* ''تربیت کودک پیش از ازدواج''
* ''من گاو هستم''
* ''رایش سوم''
* ''مجموعه داستان‌های کلاسیک''
* ''آن درخت افتاده''

## زندگی و فعالیت علمی
اشکان ساسانی از دهه ۱۳۸۰ خورشیدی فعالیت پژوهشی خود را آغاز کرد. زمینه‌های پژوهش او تاریخ ایران باستان، فلسفه تطبیقی و مباحث میان‌رشته‌ای در علوم انسانی است.  

## آثار
از جمله نوشته‌ها و کتاب‌های او می‌توان به این موارد اشاره کرد:
- روان‌شناسی تاریخی (۱۳۸۹) – پژوهشی درباره پیوند میان روان‌شناسی فردی و تاریخ اجتماعی.
- ایران و فلسفه تاریخ (۱۳۹۲) – بررسی دیدگاه‌های فیلسوفان درباره تاریخ ایران.
- زبان و اندیشه در ایران باستان (۱۳۹۶) – مطالعه‌ای میان‌رشته‌ای درباره زبان‌شناسی تاریخی و فلسفه زبان.

## مقالات علمی
- **پور داوود، دست‌پروردهٔ انقلاب مشروطیت و دل‌سوختهٔ ایران** – مجلهٔ دانش و مردم، سال ششم، خرداد–تیر ۱۳۸۴.
- **ساعت ایران باستان** – مجلهٔ چیستا، شماره ۲۳۱، مهر ۱۳۸۵.